# Jonastjärnarna
Jonastjärnarna är en sjö i Härjedalens kommun i Härjedalen och ingår i Ljusnans huvudavrinningsområde. Sjön har en area på 0,0505 kvadratkilometer och ligger 745,9 meter över havet. Jonastjärnarna ligger i Dalkarlskölen Natura 2000-område.

## Delavrinningsområde
Jonastjärnarna ingår i det delavrinningsområde (684617-139611) som SMHI kallar för Mynnar i Mölingan. Medelhöjden är 684 meter över havet och ytan är 30,08 kvadratkilometer. Det finns ett avrinningsområde uppströms, och räknas det in blir den ackumulerade arean 30,97 kvadratkilometer. Lill-Mölingan som avvattnar avrinningsområdet har biflödesordning 4, vilket innebär att vattnet flödar genom totalt 4 vattendrag innan det når havet efter 304 kilometer. Avrinningsområdet består mestadels av skog (63 procent) och sankmarker (35 procent). Avrinningsområdet har 0,09 kvadratkilometer vattenytor vilket ger det en sjöprocent på 0,3 procent.